# Ярыш
Яры́ш (баш. Ярыш) — река в России, протекает по Давлекановскому району Республике Башкортостан. Устье реки находится в 198 км по правому берегу реки Дёмы. Длина реки составляет 20 км.
На реке находятся сёла Раево, Дюртюли.

## Данные водного реестра
По данным государственного водного реестра России относится к Камскому бассейновому округу, водохозяйственный участок реки — Дёмы от истока до водомерного поста у деревни Бочкарёва, речной подбассейн реки — Белая. Речной бассейн реки — Кама.
Код объекта в государственном водном реестре — 10010201312111100024847.